# ديانا إل. باكسون
ديانا إل. باكسون (بالإنجليزية: Diana L. Paxson)‏ (20 فبراير 1943، بيركيلي في الولايات المتحدة)؛ صحفية، ملحنة، كاتِبة وروائية أمريكية.